# Ángel Gallardo (stacja metra)
Ángel Gallardo – stacja metra w Buenos Aires, na linii B. Znajduje się pomiędzy stacjami Medrano a Malabia. Stacja została otwarta 17 października 1930.